# Cassida panzeri
Cassida panzeri är en skalbaggsart som beskrevs av Julius Weise 1907. Cassida panzeri ingår i släktet Cassida, och familjen bladbaggar. Arten är reproducerande i Sverige.